# Dicheirinia spinulosa
Dicheirinia spinulosa är en svampart som först beskrevs av J.W. Baxter, och fick sitt nu gällande namn av J.F. Hennen & Cummins 1973. Dicheirinia spinulosa ingår i släktet Dicheirinia och familjen Raveneliaceae.   Inga underarter finns listade i Catalogue of Life.